# Оливър Голдсмит
Оливър Голдсмит (на английски: Oliver Goldsmith) (10 ноември 1730 – 4 април 1774) е англо-ирландски писател, драматург и поет. Най-известните му произведения са романът „Викарият от Уейкфийлд“ (1776 г.), пасторалната поема „Изоставеното селце“ (1770 г.) и пиесата му „Добрякът“ (1768 г.). Представител на сантиментализма.

## Избрани произведения
- „Гражданинът на света или писма на един китайски философ, живеещ в Лондон, до неговите приятели от Изтока“ (The Citizen of the World), 1760 г. – поредица социално-битови очерци по подобие на „Персийските писма“ на Монтескьо.
- „Пътешественикът“ (The Hermit), 1765 г.
- „Изоставеното селце“ (The Deserted Village), 1770 г.
- „Тя се унижава, за да победи“ (She Stoops to Conquer), 1771 г., поставена за пръв път през 1773 г.
- „История на земята и живата природа“ (History of the Earth and Animated Nature), 1774 г.
- „Викарият от Уейкфийлд“ (The Vicar of Wakefield), 1776 г.

### На български език
- „Викарият от Уейкфийлд“, ДИ „Народна култура“, София, 1984. прев. Мария Донева.